# The Da Vinci Code (soundtrack)
The Da Vinci Code is de originele soundtrack van de gelijknamige film uit 2006. Het album werd gecomponeerd door Hans Zimmer en uitgebracht op 9 mei 2006 door Decca Records. De filmmuziek werd genomineerd voor een Golden Globe en Grammy Award.

## Stijl
Zimmer heeft bij deze score gebruikgemaakt van een groots orkest en vele stemmen, proberend een dramatisch "kathedraal"gevoel te geven. De muziek lijkt enigszins op die van The Thin Red Line en Batman Begins. Ook is een beetje van Hannibal terug te vinden.
Het 'ontdekkingsthema' keert het meest terug in track nr. 13, welke ook vaak wordt bestempeld als de beste van het album.

## De Studio
Ook Harry Gregson-Williams, die de muziek van The Chronicles Of Narnia: The Lion, the Witch and the Wardrobe componeerde, gebruikte de Abbey Road Studios om de muziek te creëren. Regisseur Ron Howard vindt dat de muziek bij de film past: "Like every other facet of this movie, the score for The Da Vinci Code demanded a range of textures that recognized and reinforced the layers of ideas and emotion, which unfold as the basic story does." Claimend dat Zimmer was "inspired", voegde Howard toe dat "Hans Zimmer has given us extraordinarily memorable music to appreciate within the framework of a film or completely on its own, where you can let the sounds carry you on your own private journey."

## Musici
- Julie Andrews - Fagot
- Thomas Bowes - Viool
- Nicholas Bucknail - Klarinet
- Paul Clarvis - Percussie
- Skaila Kanga - Harp
- Paul Kegg - Cello
- Gary Kettel - Percussie
- Peter Lale - Altviool
- Hugh Marsh - Viool
- Anthony Pleeth - Cello

- Hila Plitmann - sopraansaxofoon
- Frank Ricotti - Percussie
- Mary Scully - Contrabas
- Jonathan Snowden - Fluit
- James Thatcher - Hoorn
- David Theodore - Hobo
- Martin Tillman - Cello solist
- Richard Watkins - Hoorn
- Bruce White - Altviool
- Jonathan Williams - Cello

## Nummers
1. Dies Mercurii I Martius (6:03)
2. L'Esprit des Gabriel (2:48)
3. The Paschal Spiral (2:49)
4. Fructus Gravis (2:50)
5. Ad Arcana (6:07)
6. Malleus Maleficarum (2:19)
7. Salvete Virgines (3:14)
8. Daniel's 9th Cipher (9:31)
9. Poisoned Chalice (6:19)
10. The Citrine Cross (5:22)
11. Rose of Arimathea (8:12)
12. Beneath Alrischa (4:23)
13. Chevaliers de Sangreal (4:07)
14. Kyrie for the Magdalene (3:55) (teksten door Ron Howard)

## Hitnoteringen

### NederlandseAlbum Top 100
| Hitnotering: 27-05-2006 | Hitnotering: 27-05-2006 | Hitnotering: 27-05-2006 |
| Week:                   | 1                       |                         |
| ----------------------- | ----------------------- | ----------------------- |
| Positie:                | 99                      | uit                     |

### VlaamseUltratop 100Albums
| Hitnotering: 27-05-2006 t/m 08-07-2006 | Hitnotering: 27-05-2006 t/m 08-07-2006 | Hitnotering: 27-05-2006 t/m 08-07-2006 | Hitnotering: 27-05-2006 t/m 08-07-2006 | Hitnotering: 27-05-2006 t/m 08-07-2006 | Hitnotering: 27-05-2006 t/m 08-07-2006 | Hitnotering: 27-05-2006 t/m 08-07-2006 | Hitnotering: 27-05-2006 t/m 08-07-2006 | Hitnotering: 27-05-2006 t/m 08-07-2006 |
| Week:                                  | 1                                      | 2                                      | 3                                      | 4                                      | 5                                      | 6                                      | 7                                      |                                        |
| -------------------------------------- | -------------------------------------- | -------------------------------------- | -------------------------------------- | -------------------------------------- | -------------------------------------- | -------------------------------------- | -------------------------------------- | -------------------------------------- |
| Positie:                               | 29                                     | 23                                     | 36                                     | 36                                     | 46                                     | 61                                     | 94                                     | uit                                    |

### NPO Klassiek Filmmuziek Top 200
| The Da Vinci Code in de NPO Klassiek Filmmuziek Top 200 | The Da Vinci Code in de NPO Klassiek Filmmuziek Top 200 | The Da Vinci Code in de NPO Klassiek Filmmuziek Top 200 | The Da Vinci Code in de NPO Klassiek Filmmuziek Top 200 | The Da Vinci Code in de NPO Klassiek Filmmuziek Top 200 | The Da Vinci Code in de NPO Klassiek Filmmuziek Top 200 | The Da Vinci Code in de NPO Klassiek Filmmuziek Top 200 | The Da Vinci Code in de NPO Klassiek Filmmuziek Top 200 |
| Jaar                                                    | 2019                                                    | 2020                                                    | 2021                                                    | 2022                                                    | 2023                                                    | 2024                                                    | 2025                                                    |
| ------------------------------------------------------- | ------------------------------------------------------- | ------------------------------------------------------- | ------------------------------------------------------- | ------------------------------------------------------- | ------------------------------------------------------- | ------------------------------------------------------- | ------------------------------------------------------- |
| Positie                                                 | 24                                                      | 25                                                      | 31                                                      | 33                                                      | 32                                                      | 34                                                      | 30                                                      |

## Prijzen en nominaties
| Jaar | Prijs                 | Categorie                                                                        | Genomineerde(n) | Uitslag     |
| ---- | --------------------- | -------------------------------------------------------------------------------- | --------------- | ----------- |
| 2006 | Satellite Award       | Beste soundtrack                                                                 | Hans Zimmer     | Genomineerd |
| 2007 | Golden Globe          | Beste filmmuziek                                                                 | Hans Zimmer     | Genomineerd |
| 2007 | Critics' Choice Award | Beste filmmuziek                                                                 | Hans Zimmer     | Genomineerd |
| 2007 | Grammy Award          | Best Score Soundtrack Album for Motion Picture, Television or Other Visual Media | Hans Zimmer     | Genomineerd |